# Улица Карла Маркса (Подольск)
Улица Ка́рла Ма́ркса — улица в центральной части города Подольска. Носит свое название в честь немецкого общественного и политического деятеля, философа, социолога и экономиста Карла Маркса. Ране в дореволюционный период улица, которая сейчас носит название Карла Маркса состояла из двух других улиц — Никитской и Почтовой.

## Описание

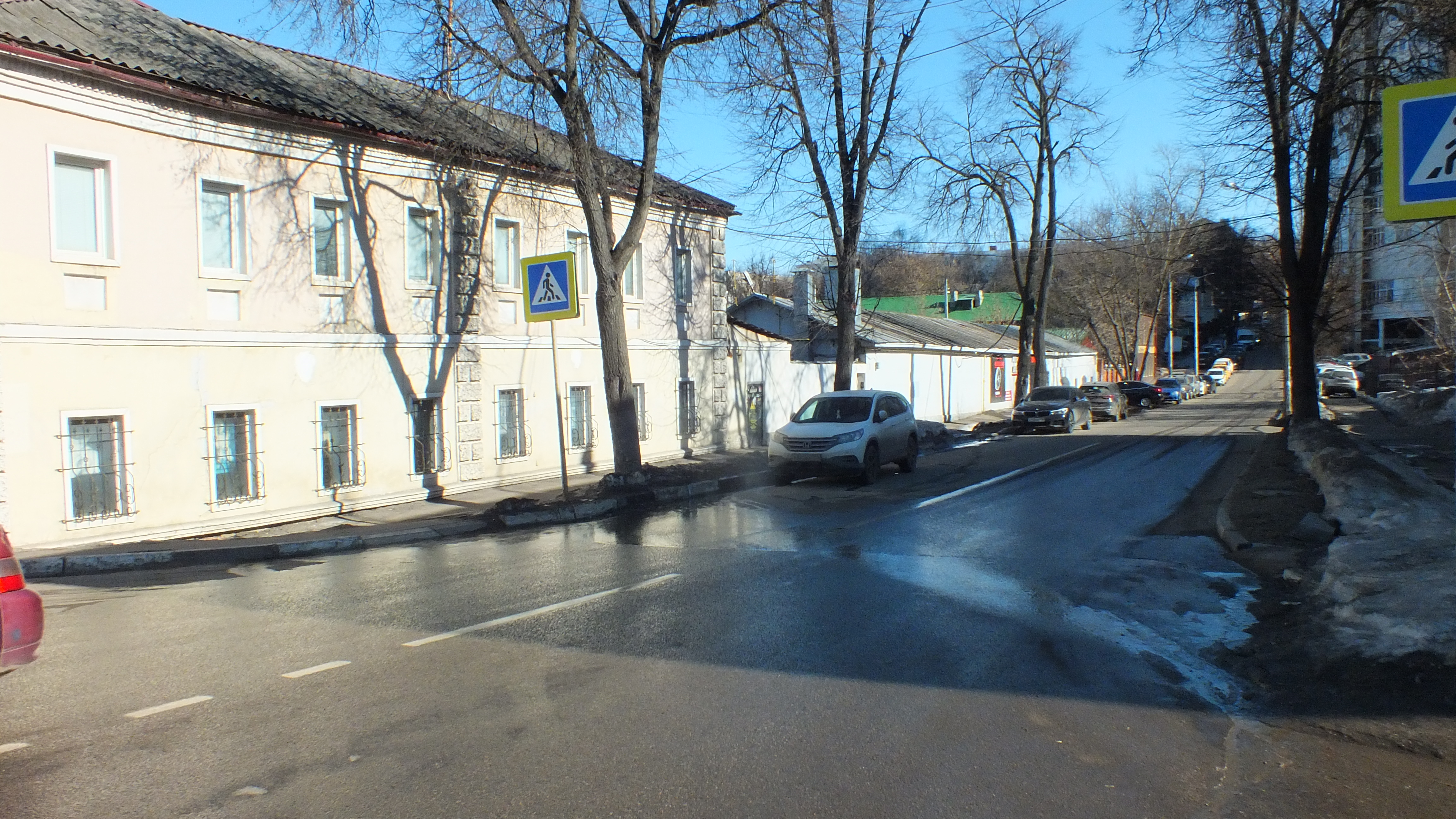
Вид от проспекта Ленина. Далее улица уходит вверх

Улица Карла Маркса берёт свое начало от пересечения с Красной улицей (в районе сквера Воинов-Интернационалистов) и далее уходит в северо-западном направлении. Заканчивается улица Карла Маркса после пересечения с Большой Ивановской улицей, выходя прямо к реке Пахра.
Нумерация домов начинается со стороны Красной улицы.
Улицу Карла Маркса пересекают улицы: Красная, Советская, проспект Ленина, Большая Зелёновская, Малая Зелёновская и Большая Ивановская.
Справа по ходу движения с начала улицы Карла Маркса примыкает улица Фёдорова.
На всём своём протяжении улица Карла Маркса является улицей с двухсторонним движением.
Почтовый индекс улицы Карла Маркса в городе Подольске: 142100 и 142116.

## Примечательные здания и сооружения
- Сквер Воинов-Интернационалистов (пересечение Красной улицы с улицей Карла Маркса)[6]. В сквере в 2010 году установлен памятник Воинам-Интернационалистам. Автор памятника заслуженный художник России, академик Российской академии художеств А. А. Рожников, архитектор Тихомиров М. В.
- Площадь Славы с вечным огнем (примыкает к скверу Воинов-Интернационалистов). Ранее площадь носила название «Площадь 50-летия Октября», а в 2010 году было принято решение о переименовании. Архитектурно-скульптурный ансамбль на площади Славы установлен в 1971 году, также зажжен Вечный огонь — выполнен памятник воинам-подольчанам, погибшим во время Великой Отечественной войны авторами Ю. Любимовым и Л. Земсковым. По результатам проведенной в 2010 году реконструкции архитектурно-скульптурного ансамбля добавилась облицованная гранитом стела и композиция, посвященная труженикам тыла[7].[8]
- Красная улица, дом 20 – здание  Подольского пехотного училища, 1931-1933 годов постройки, курсанты которого осенью 1941 приняли участие в обороне Москвы. В последствии Подольский индустриальный техникум и филиал РГУТиС.[9]

## Транспорт
Движение общественного транспорта по улице Карла Маркса не осуществляется.